# 클로텐 발스베르크역
클로텐 발스베르크역(독일어: Kloten Balsberg)은 스위스 취리히주와 클로텐 시정촌에 있는 기차역이다. 이 역은 취리히-빈터투어 철도 노선의 변형된 노선에 있으며, S-반 노선 S7이 운행된다. 취리히 S-반과 슈타트반 글라탈 경전철 시스템 사이의 교차 지점으로, 역에 인접하고 고가 통로를 통해 역 플랫폼에 직접 연결된 고가 트램 정류장을 제공한다. 발스베르크역이라는 트램 정류장은 취리히 트램 10번과 12번 노선이 운행된다. 슈타트반 글라탈을 대신하여 운영된다.
S7 노선은 하루 30분 간격으로 운행되며 한 방향으로는 빈터투어까지, 다른 방향으로는 취리히를 거쳐 라퍼스빌까지 운행한다. 10번 트램은 시간에 따라 시간당 4~8회 운행되며, 한 방향으로는 취리히 공항으로, 다른 방향으로는 취리히까지 운행된다. 12번 트램은 시간당 4번 운행되며 한 방향으로는 공항으로, 다른 방향으로는 슈테트바흐까지 운행된다. 취리히 중앙역까지 기차로 15분, 트램으로 33분이 소요된다.
역은 원래 1877년에 개통한 스위스 국철(Schweizerische Nationalbahn, SNB)의 베팅엔 – 에프레티콘 노선에 있었다. 이 SNB는 1878년에 파산했다. 그 후 이 노선은 스위스 북동부 철도(Schweizerische Nordostbahn; NOB), 취리히-빈터투어선의 일부가 되었다. 1902년부터 스위스 연방 철도 네트워크의 일부가 되었다. 이 역은 취리히 공항의 주요 터미널에서 불과 1km 떨어져 있지만, 1980년에 취리히 플루크하펜역을 직접 운행하는 새로운 노선이 개통되면서, 그 터미널 지하로 우회하게 되었다. 2008년부터 슈타트반 글라탈은 공항으로 가는 새로운 직항로를 제공하고 있다.

## 갤러리
- 기차역 건물
- 인접한 고가 트램 정류장
- 1960년 조감도